# Китайсько-узбецькі відносини
Китайсько-узбецькі відносини (узб. Xitoy-O'zbekiston munosabatlari) — двосторонні дипломатичні відносини між Китаєм і Узбекистаном. Обидві країни — члени Шанхайської організації співробітництва.

## Історія
Китай визнав незалежність Узбекистану 27 грудня 1991, а двосторонні відносини країни встановили 2 січня 1992. Обидві країни підписали «Китайсько-узбецький договір про дружбу і співробітництво» у 2005 році під час зустрічі узбецького лідера Іслама Карімова з китайським лідером Ху Цзіньтао в Пекіні.
Узбекистан співпрацював з Китаєм в екстрадиції антикитайських уйгурських активістів з країни.
Прем'єр-міністр Узбекистану Абдулла Аріпов назвав Китай «найближчим партнером» Узбекистану на зустрічі 26 серпня 2019 року.

## Економічні відносини
Наразі Китай є головним торговим партнером Узбекистану як найбільше джерело експорту та імпорту для країни. Китай також збільшує кредити на розвиток в Узбекистані. Китай розглядає Узбекистан як найважливішу частину ініціативи «Один пояс, один шлях».